# Квебекская экспедиция

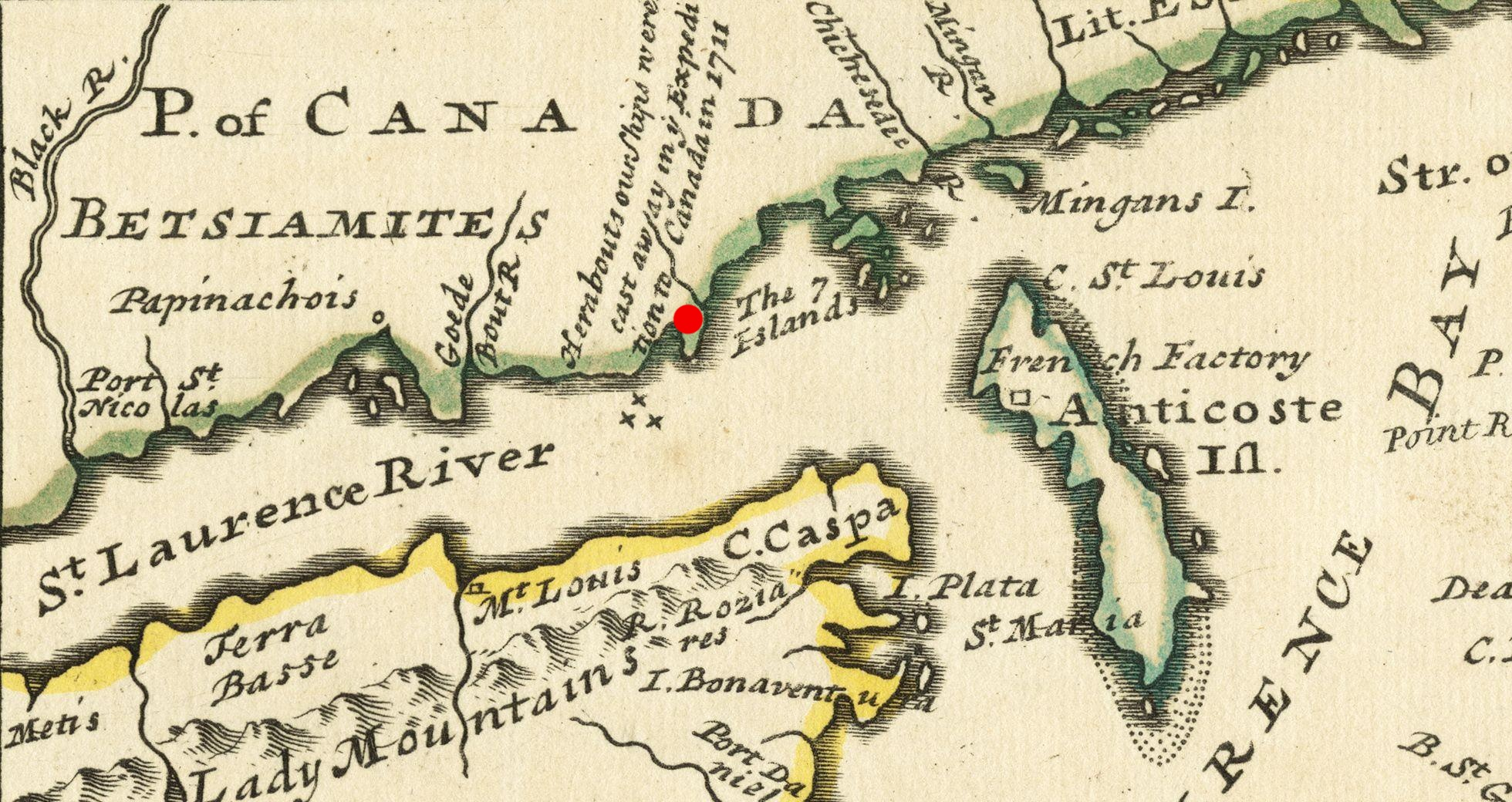
Приблизительное место катастрофы отмечено красным на карте 1733 года.

Квебекская экспедиция (англ. Quebec Expedition), также известная как Экспедиция Уокера в Квебек (англ. Walker Expedition to Quebec) — неудачная британская попытка захвата столицы Новой Франции, города Квебека, предпринятая в 1711 году на североамериканском театре войны за испанское наследство во время так называемой Войны королевы Анны. Операция провалилась из-за стихийного бедствия, повлёкшего за собой кораблекрушение и произошедшего 22 августа 1711 года на реке Святого Лаврентия, в ходе которого затонуло 7 транспортных кораблей, 1 транспорт снабжения и погибло более 850 солдат. Данное морское происшествие стало одним из самых губительных в британской истории.
Экспедиция была спланирована правительством Роберта Харли и была основана на предложениях, высказанных ещё в 1708 году. Харли решил использовать экспедицию, как часть серьёзного изменения в британской военной политике, должную подчеркивать силу королевства на море. Командовать экспедицией были назначены адмирал Ховенден Уокер и бригадный генерал Джон Хилл в основном из-за их близости к короне. План экспедиции сохранили в тайне даже от Адмиралтейства. Несмотря на всю секретность операции, французским агентам удалось узнать о британских намерениях и предупредить власти Квебека.
Планировалось полностью снабдить экспедицию в Бостоне, столице провинции Массачусетс Бэй, однако когда корабли прибыли, город к этому оказался не готов, и колониальным властям пришлось сильно постараться, чтобы поддерживать экспедицию хотя бы в течение трёх месяцев. У адмирала Уолкера также возникли трудности с наймом опытных лоцманов и точных карт для навигации в нижней части реки Святого Лаврентия. Экспедиция достигла залива Святого Лаврентия без происшествий, однако впоследствии из-за тумана, сложного течения и сильных ветров корабли были отброшены к северному берегу залива, месту, известному сейчас, как Пуант-о-Англе, где потерпели кораблекрушение, унёсшее жизни почти 900 человек, в том числе 35 женщин. Потерпев неудачу, Уолкер решил вернуться в Англию. Несмотря на провал экспедиции, Харли продолжал проводить свою новую военную политику.